# Ostrovo (Požarevac)
Ostrovo (en cirílico serbio, Острово) es un pueblo situado en el municipio de Kostolac, en Požarevac, Serbia. Según el censo de 2011, tiene una población de 646 habitantes.

## Nombre
"Ostrovo" significa "isla" en serbio. Este nombre tiene su origen en el hecho de que Ostrovo se encuentra en una antigua isla del Danubio que históricamente formaba parte de la región de Banat. En serbio, el pueblo se conoce como Ostrovo (Острово), en alemán como Ostrova, y en húngaro como Temessziget.

## Historia
El pueblo se formó durante la Gran Migración Serbia, dirigida por Arsenije Čarnojević. Hasta 1751, Ostrovo formó parte del Banato de Temeswar de los Habsburgo y luego de la Frontera Militar de los Habsburgo. De 1848 a 1849, formó parte de la Voivodina serbia, pero en 1849 se incluyó de nuevo en la Frontera Militar. Tras la abolición de la frontera, en 1873, Ostrovo fue incluida en el condado de Temes del Reino de Hungría y Austria-Hungría. Formaba parte del municipio de Kovin dentro del condado. Según el censo de 1910, los serbios eran mayoría absoluta en Ostrovo. Otros grupos étnicos que vivían en el pueblo eran alemanes, húngaros y rumanos.
En 1918, Ostrovo pasó a formar parte primero del Reino de Serbia y luego del Reino de Serbios, Croatas y Eslovenos (que pasó a llamarse Yugoslavia en 1929). De 1918 a 1922, formó parte del condado de Veliki Bečkerek, de 1922 a 1929 del oblast de Podunavlje y de 1929 a 1941 de Danubio Banovina. De 1941 a 1944, formó parte de Serbia, que estaba bajo ocupación alemana. En 1942, los alemanes construyeron un terraplén que transformó la isla en la que se encontraba Ostrovo en una península, conectándola con la orilla sur del Danubio. Después de la guerra, Ostrovo pasó a formar parte de la nueva Yugoslavia socialista, cuyas autoridades transfirieron el pueblo del municipio de Kovin al de Požarevac. Por lo tanto, a diferencia de la mayor parte del histórico Banato serbio, Ostrovo fue incluido en Serbia Central y no en la Provincia Autónoma de Vojvodina. A pesar de este cambio administrativo, el pueblo sigue perteneciendo a la eparquía del Banato de la Iglesia ortodoxa serbia.
En 2007, el municipio de Požarevac fue elevado a la categoría de ciudad, y en 2009 se formó el municipio de Kostolac, como parte de la ciudad de Požarevac. Ostrovo también se incluyó en el nuevo municipio urbano de Kostolac.

## Demografía
En 2002, la población de Ostrovo era de 685 habitantes, de los cuales 583 eran serbios, 95 personas de etnia desconocida, 3 húngaros, 3 macedonios y 1 montenegrino.